# Coenonympha bipuncta
Coenonympha bipuncta är en fjärilsart som beskrevs av Marcel Caruel 1946. Coenonympha bipuncta ingår i släktet Coenonympha och familjen praktfjärilar. Inga underarter finns listade i Catalogue of Life.